# 13493 Lockwood
13493 Lockwood este un asteroid din centura principală de asteroizi.

## Descriere
13493 Lockwood este un asteroid din centura principală de asteroizi. A fost descoperit pe 14 august 1985 la Stația Anderson Mesa de Edward L. G. Bowell. Asteroidul prezintă o orbită caracterizată de o semiaxă mare de 2,66 ua, o excentricitate de 0,20 și o înclinație de 12,9° în raport cu ecliptica.